# Parque nacional de Kemeri
El parque nacional de Kemeri (en letón:  Ķemeru nacionālais parks) está ubicado al oeste de la ciudad de Jurmala, en Letonia. Fundado en 1997, Kemeri es el tercer parque nacional más grande del país, con una superficie de 381,65 kilómetros cuadrados. El territorio del parque está prácticamente cubierto por bosques y ciénagas, la más importante de ellas es el Gran Páramo Kemeri (letón: Lielais Ķemeru tīrelis). También hay varios lagos y lagunas que se cree son el antiguo «Mar Littorina». El Lago Kaņieris es un sitio Ramsar. El parque también protege un famoso mineral natural, que se utiliza desde hace siglos debido a su naturaleza terapéutica. Sus atracciones llevaron al desarrollo de muchos centros turísticos, balnearios y sanatorios en el siglo XIX.

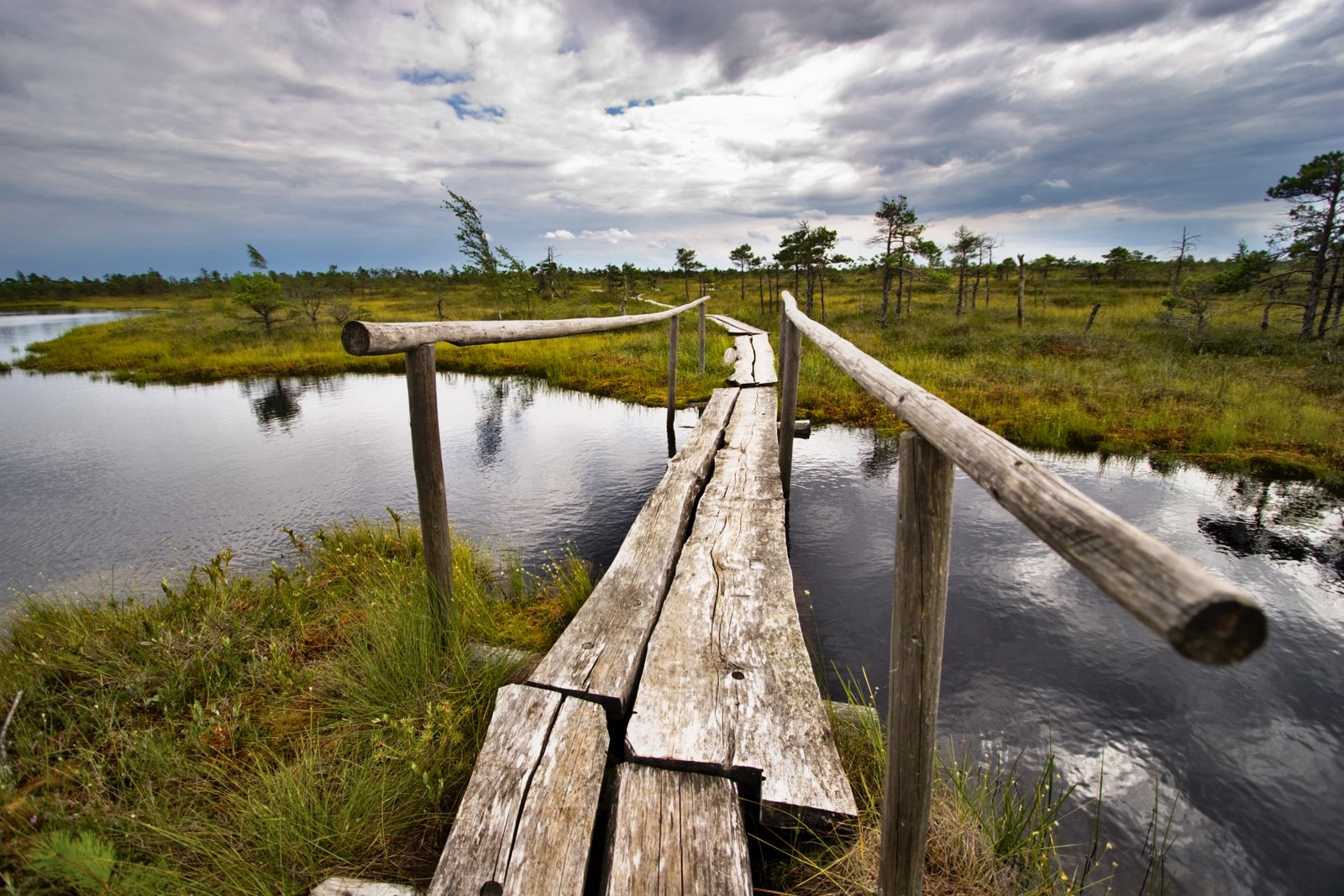
Ciénagas.